# McDonnell XF-85 Goblin
El McDonnell XF-85 Goblin fue un avión de caza, concebido durante la Segunda Guerra Mundial para ser transportado en el compartimento de bombas del gigantesco bombardero Convair B-36 Peacemaker como un "caza parásito" defensivo. Debido a su aspecto pequeño y gordo, fue apodado "El Huevo Volante" ("The Flying Egg").

## Diseño y desarrollo

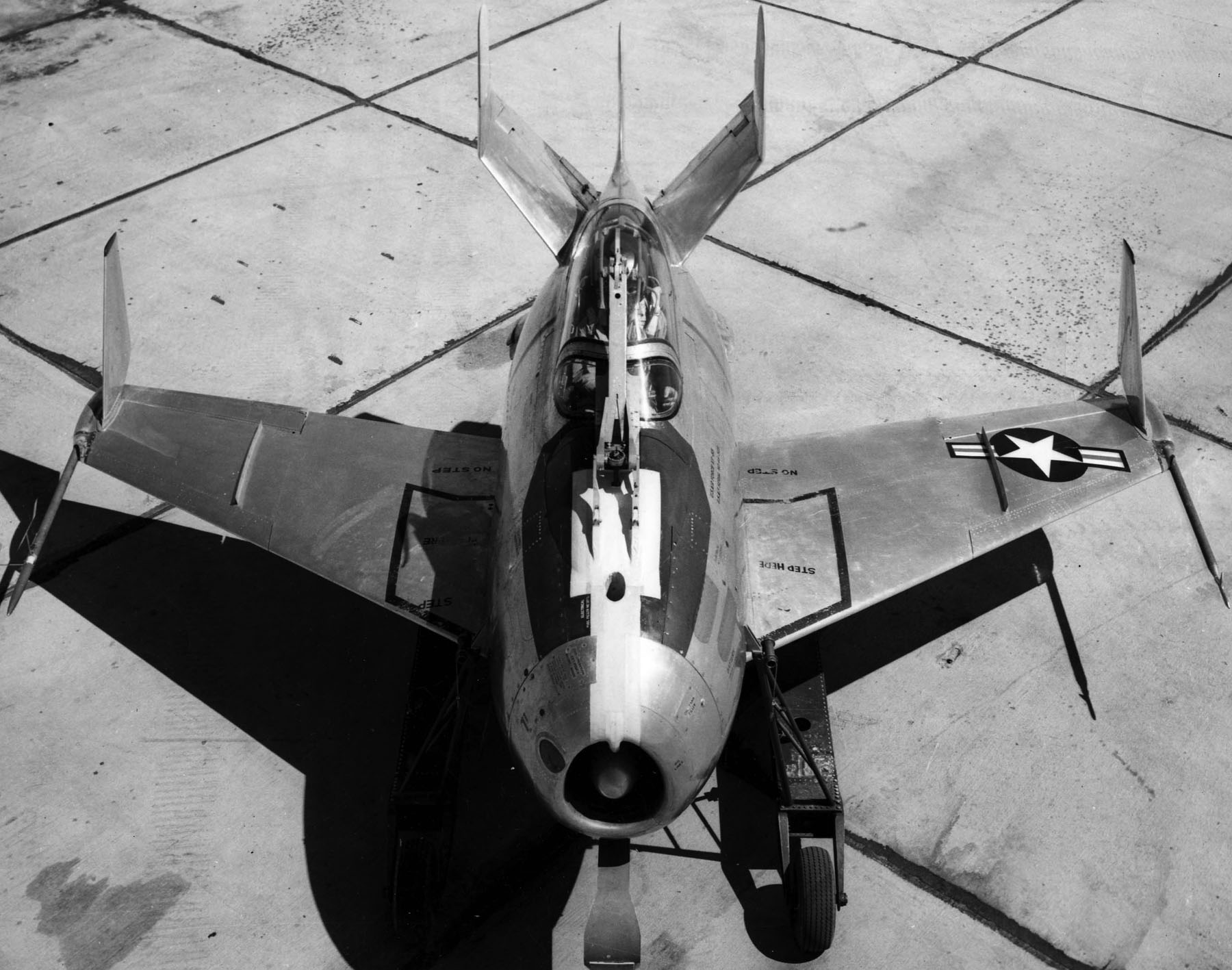
Vista aérea del caza McDonnell XF-85 Goblin

El McDonnell XF-85 Goblin fue diseñado para cumplir un requerimiento de las USAAF por un caza de escolta "parásito" monoplaza que pudiera ser transportado por un gran bombardero. En marzo de 1947 se solicitó el desarrollo de dos prototipos. El producto final fue enteramente el resultado de las restricciones de diseño, las cuales requerían que pudiera caber en la bodega de bombas de un B-36 (aunque primero fue probado en un B-29). El B-36 estaba destinado a ser la nave nodriza, transportando hasta tres Goblin.
Un fuselaje pequeño y corto fue equipado con un juego de alas media/baja, plegables, en flecha, de 6,44 m de envergadura. Estaba propulsado por el turborreactor Westinghouse J34-WE-7 de 1400 kgf de empuje. No poseía tren de aterrizaje, con excepción de unos patines para emergencias. Estaba pensado que el caza regresara a la nave nodriza acoplándose a un trapecio por medio de un gancho retráctil.

## Operadores
Estados Unidos
- Fuerzas Aéreas del Ejército de los Estados Unidos

## Especificaciones
Referencia datos: Experimental & Prototype U.S. Air Force Jet Fighters, Boeing, National Museum of the United States Air Force.

### Características generales
- Tripulación: Uno (piloto)
- Longitud: 4,5 m (14,8 ft)
- Envergadura: 6,4 m (21 ft)
- Altura: 2,5 m (8,2 ft)
- Superficie alar: 8,3 m² (89,3 ft²)
- Peso vacío: 1700 kg (3746,8 lb)
- Peso cargado: 2050 kg (4518,2 lb)
- Peso máximo al despegue: 2500 kg (5510 lb)
- Planta motriz: 1× Turborreactor Westinghouse XJ34-WE-22.
  - Empuje normal: 13,3 kN (1356 kgf; 2990 lbf) de empuje.

### Rendimiento
- Velocidad nunca excedida (Vne): 1069 km/h (664 MPH; 577 kt) (estimada)[N 1]
- Techo de vuelo: 14 600 m (47 900 ft)
- Régimen de ascenso: 63,3 m/s (12 460 ft/min)
- Carga alar: 247 kg/m² (50,6 lb/ft²)
- Empuje/peso: 0,66

### Armamento
- Ametralladoras: 

  - 4x M3 Browning de 12,7 mm

## Aeronaves relacionadas

### Aeronaves similares
- Republic RF-84K Thunderflash

### Secuencias de designación
- Secuencia P-_ (Cazas (Pursuit/Fighter) del USAAC/USAAF/USAF, 1924-1962): ← P-82/F-82 - P-83 - P-84/F-84/F/H - P-85/F-85 - P-86/F-86/D - P-87/F-87 - P-88/F-88 →